# 古河財閥
古河財閥（ふるかわざいばつ）は、古河市兵衛が設立した財閥。十五大財閥の1つ。
古河財閥の源流は、1875年（明治8年）に創立された古河本店（現・古河機械金属）にさかのぼり、足尾銅山における鉱山開発事業の成功を経て事業の多角化・近代化を強力に推進、一大コンツェルンを形成した。しかし、第二次世界大戦敗戦後、連合国軍最高司令官総司令部（GHQ）の指令により解体された（財閥解体）。戦後は古河グループ（古河三水会）を称し、金属・電機・化学工業などを中心とした企業集団を形成、現在に至る。
古河財閥の主要な傘下企業は以下の通り。古河鉱業（現・古河機械金属）、古河電気工業、富士電機製造（現・富士電機）、富士通信機製造（現・富士通）、横濱護謨製造（現・横浜ゴム）、旭電化工業（現・ADEKA）、日本軽金属、帝国生命保険（現・朝日生命保険）、古河銀行（現・みずほ銀行）、大成火災海上保険（現・損害保険ジャパン）、古河商事（破綻）、日本農薬、関東電化工業、東亜ペイント（現・トウペ）、大日電線、日本電線（後の大日日本電線、現・三菱電線工業）など。また、戦後に設立された主要な古河系企業として日本ゼオン、富士通ファナック（現・ファナック）、UACJ（旧・古河スカイ）、古河電池などが挙げられる。

## 年譜
- 1875年（明治8年） - 倒産した小野組から独立した古河市兵衛が、草倉銅山の払い下げを受けて鉱山経営に着手する（創業）（現・古河機械金属）。
- 1877年（明治10年） - 足尾銅山を買収。生野鉱山で働いていた中江種造を起用して、廃山同然であった銅山に近代的な開発を積極的に行い、銅生産量を急増させることに成功。現在の古河グループに至る事業の基盤を作る。しかし、この銅山が日本の公害の原点である足尾鉱毒事件を引き起こした。
- 1884年（明治17年） - 本所鎔銅所（現・古河電気工業）を開設し、精銅事業へ進出。
- 1897年（明治30年） - 古河本店を古河鉱業事務所に改称し、経営の近代化を進める。
- 1903年（明治36年） - 市兵衛が死去し、養子の古河潤吉（陸奥宗光の次子）が2代目当主となる。
- 1905年（明治38年） - 個人事業から会社組織に改め、古河鉱業会社を設立。社長に古河潤吉が就任、副社長には政治家の原敬を迎える。12月に潤吉が病により急逝したため、市兵衛の実子である古河虎之助が3代目当主となる。
- 1906年（明治39年） - 内務大臣に就任した原敬の勧めで、東北帝国大学および九州帝国大学の校舎建設のために約100万円を寄付。
- 1908年（明治41年） - 横浜電線製造株式会社（現在の古河電気工業）に資本参加、電線事業に進出。
- 1911年（明治44年） - 商法改正に伴い古河合名会社に改称。以後、急速な経営多角化を進めていく。
- 1917年（大正6年） - 東京古河銀行（後の古河銀行、現・みずほ銀行）を開業。古河合名会社から合名会社古河鉱業会社（鉱業部門）と古河商事（営業部門）を分社。
- 1918年（大正7年） - 合名会社古河鉱業会社から主要鉱山・工場を分離し、古河鉱業株式会社を設立。
- 1920年（大正9年） - 傘下の日光電気精銅所と横浜電線製造株式会社を合併、古河電気工業株式会社を設立。
- 1921年（大正10年） - 戦後恐慌の中で、古河商事が巨額の損失を抱えて破綻。古河鉱業に合併される。
- 1923年（大正12年） - 古河電気工業と独シーメンス社の資本・技術提携により富士電機製造株式会社を設立、電気機器製造へ参入。
- 1931年（昭和6年） - 古河銀行を第一銀行（現・みずほフィナンシャルグループ）に譲渡し、救済合併を受ける。
- 1941年（昭和16年） - 古河合名会社と古河鉱業が合併、商号を古河鉱業株式会社とする。
- 1945年（昭和20年） - 4代目当主の古河従純が古河鉱業社長を退任。後任の社長には常務の岡田完二郎（後に富士通社長）が就任。
- 1946年（昭和21年） - 財閥解体政策により、古河鉱業株式会社が指定持株会社に指定される。

## 歴史

### 市兵衛の独立

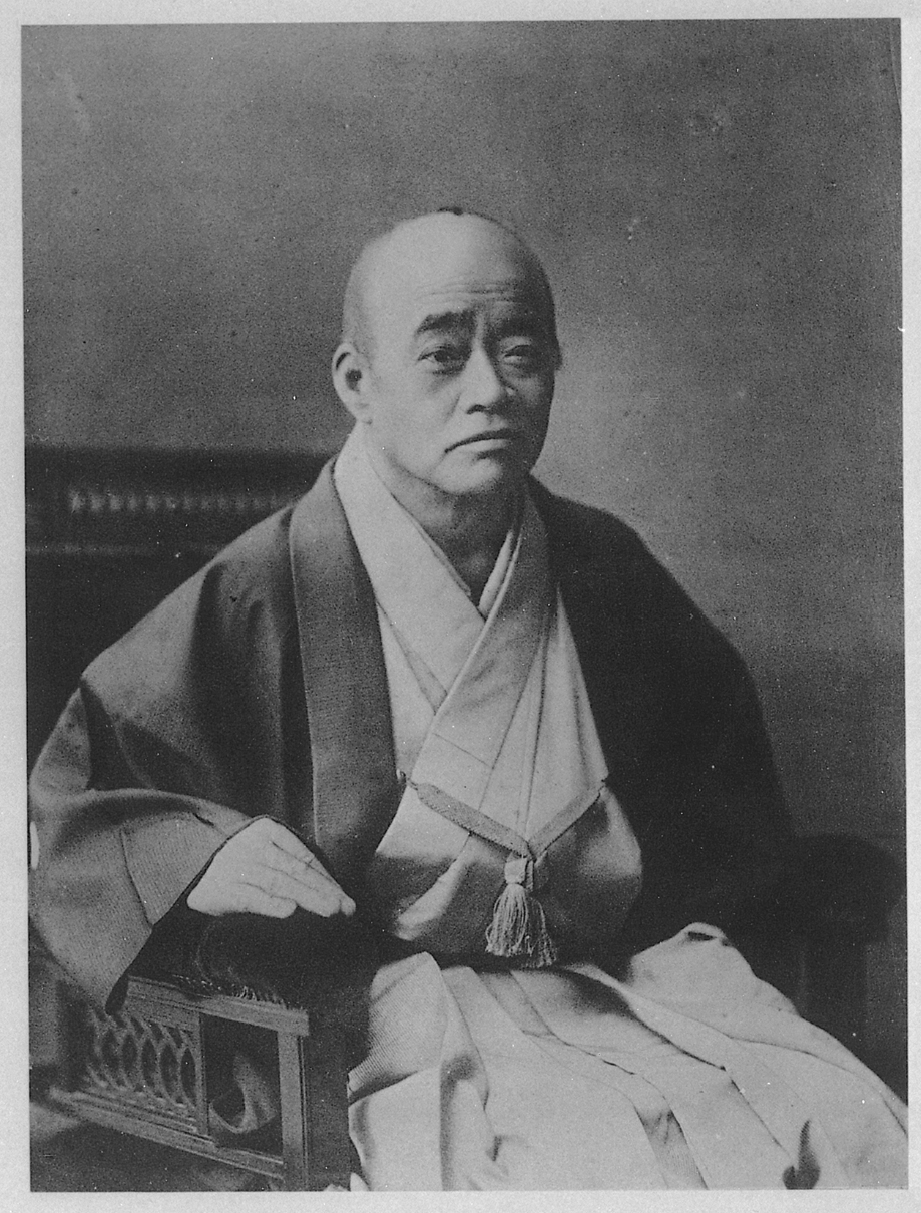
古河市兵衛

古河市兵衛（天保3年（1832年） - 1903年（明治36年））は、京都・岡崎の商家・木村家の次男・木村巳之助として生まれたが、既に実家は没落していたという。市兵衛は丁稚奉公に出された後、貸金業を営んでいた叔父を手伝い、その知人である古河太郎左衛門の養子となり、古河市兵衛と名乗る。太郎左衛門は、京都にある小野組の生糸買付を担っていたが、病気で倒れると、代わりに市兵衛が小野組の使用人になり、生糸輸出・米穀取引・蚕糸などの取引で活躍。幕末期において三井組（のち三井財閥）と並ぶ有力な番頭になった。
1872年（明治4年/明治5年）には鉱山事業家・岡田平蔵と提携し、秋田県下の鉱山経営を行なったが、2年後に岡田が死去。鉱山経営は小野組が引き継ぐことになるが、1874年（明治7年）に破綻。翌1875年（明治8年）に独立し、鉱山事業に自ら取り組むことになった。これが古河財閥の始まりであり、今日の古河機械金属の前身である。
市兵衛がビジネスの基本を学んだ小野組は元は近江商人で、陸羽地方の物産を京都・大阪の物産と交易していた。後に事業を拡大し、明治維新の当時は三井組、島田組と並ぶ大金融業者であった。1868年（明治元年）、小野組は三井組、島田組と共に政府の為替方を命ぜられ、新政府の租税の収納・送付を取り扱った。小野組は、更に生糸貿易、製糸・鉱山・米相場・油相場などへも進出し、第一国立銀行（現・みずほフィナンシャルグループ）を三井組と共に出資設立するに至った。しかし、事業拡大に伴う放漫経営と大蔵省為替方としての任務懈怠が主因で大蔵省より閉店処分を受け、1874年（明治7年）に破綻。小野組の事業資金は、第一国立銀行からの借入で賄っていたから、第一国立銀行も共倒れする可能性があった（同行の貸出金総額約300万円のうち、約140万円が小野組に貸し出されていた）。
そこで、第一国立銀行総監役（頭取）の渋沢栄一は、面識のあった市兵衛に善処を依頼。市兵衛はこれに応じ、市兵衛と小野組の所有する株式や鉱山やその建造物などの十分な担保を提供し、第一国立銀行の損失を2万円弱にとどめた。しかしその結果、市兵衛は裸一貫となって小野組を去ることになる。渋沢栄一はこの時の市兵衛の行動に感謝し、以来、親密な関係となった。現在、澁澤倉庫が古河グループに属しているのには、このような経緯もある。

### 鉱山経営

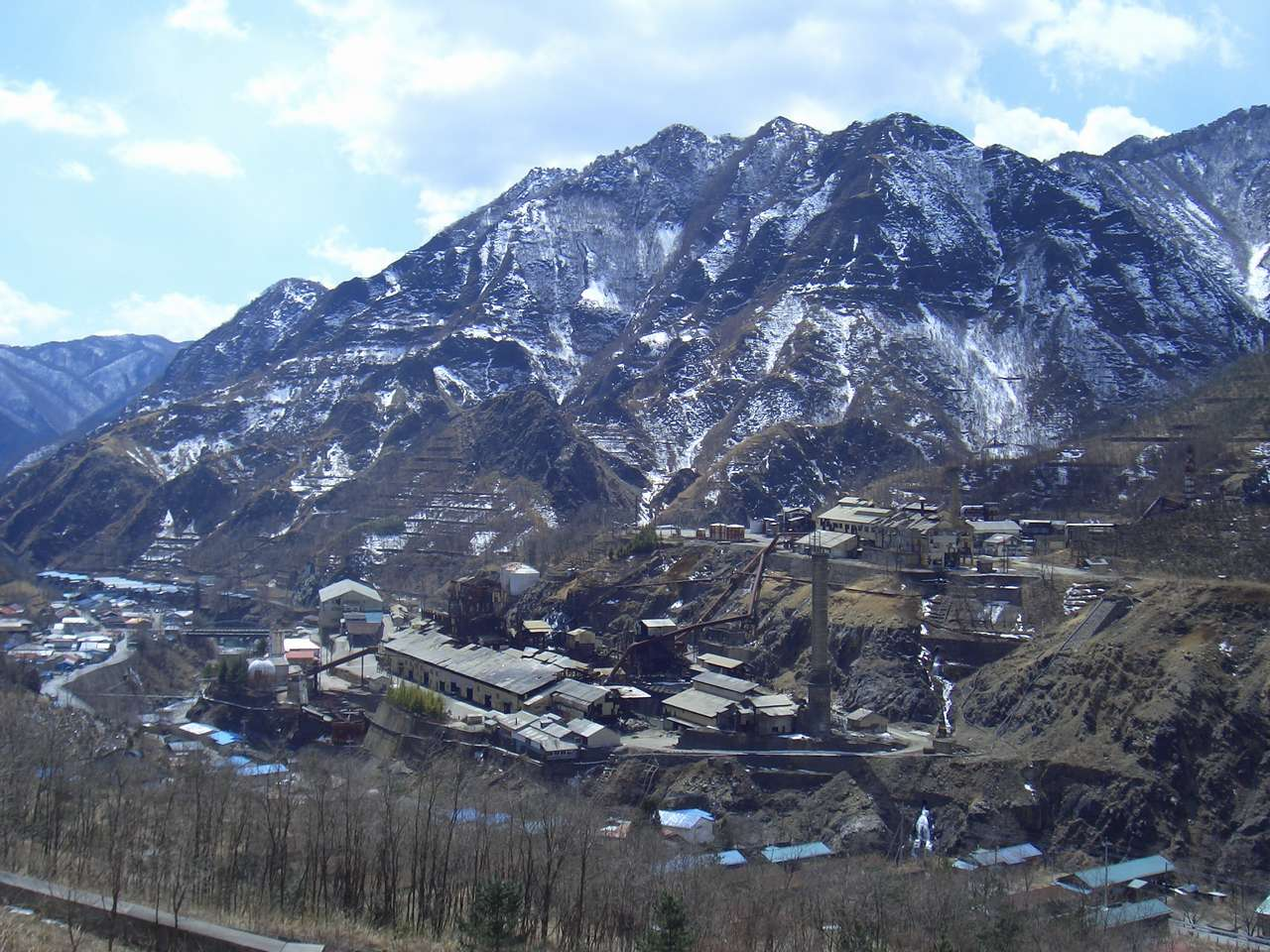
足尾銅山

市兵衛は、第一国立銀行頭取・渋沢栄一の資金援助を得て独立。草倉銅山・幸生銅山・永松銅山・足尾銅山の経営に乗り出し、1882年（明治15年）に足尾銅山において大鉱脈を掘り当て、そこからの増大する産銅をマジソン商会との有利な販売契約を締結することに成功し、多大な利益を上げた。更に、市兵衛は足尾銅山の開発と並行して、その他の金山・銀山・銅山の経営にも積極的に乗り出し、
特に阿仁鉱山・院内鉱山を工部省より譲り受け大胆な合理化と技術的改良を行ない、成功を収めた。その結果、1883年（明治16年）には古河の産銅量は日本一となり、1907年（明治40年）までその地位を守り続け、銀の生産量において大きな比率を占めるに至った。
市兵衛が阿仁鉱山・院内鉱山から得た物は、豊富な銅や銀だけでなく、工部省管轄の官営鉱山であり、当時としては最新鋭の外国製機械・設備と共に、高度に教育された技術者を確保し、これらの技術者が後に古河系各鉱山を運営し、経営幹部に育った。例えば、後に古河鉱業会社（現・古河機械金属）の理事長となる近藤陸三郎は、工部大学校（現・東京大学工学部）を卒業後、阿仁鉱山で技術者だった。
1890年（明治23年）に日本初の水力発電所を足尾に建設し、鉱山経営の電力利用による技術革新（イノベーション）を行なった。次に、大通洞開削により、採鉱・排水・運搬の統一的操業による総合化を達成し、製錬について日本初のベッセマ式転炉を採用した。
一方、このような一連の鉱山や鉱山関連事業の発展の陰の部分ともいえる足尾鉱毒事件で知られる公害問題に対しても、真摯な対応による善処を尽くしたのち、1903年（明治36年）に病没した。その間に、後の古河グループの発展の元となる確固とした資本の蓄積が行なわれた。

### 市兵衛の個人事業から古河鉱業への発展
市兵衛は、1875年（明治8年）は家業と事業が未分離な「古河本店」（現・古河機械金属）という組織で発足したが、1897年（明治30年）、2代目当主の古河潤吉の強い主張に基づき、家業と事業を分離し、古河本店を「古河鉱業事務所」と改め、更に市兵衛が亡くなった後、1905年（明治38年）に古河鉱業事務所を合名組織として「古河鉱業会社」（現・古河機械金属）が設立され、古河潤吉が社長となり、他の社員は古河虎之助・吉村萬治郎・原敬・木村長七であった。
古河潤吉は陸奥宗光（のち外務大臣）の次男で、宗光が小野組糸店時代の古河市兵衛の人柄に感服し養嗣子とする約束をし、古河家に入った。古河虎之助は市兵衛の実子長男であり、原敬（のち総理大臣）は陸奥宗光に才幹を認められ、外務次官や逓信大臣を歴任した政界の重鎮であるが、古河潤吉の要請を受けて新会社に参加した。木村長七は市兵衛の小野組時代からの部下であった。

### 古河財閥の形成
合名組織に改組後の古河鉱業会社は、日露戦争（1904年（明治37年） - 1905年（明治38年））後の世界的な銅ブームに乗って好調に業績は推移し、足尾銅山での相次ぐ富鉱脈の発見もあり、日露戦争後の恐慌（1907年（明治40年））にもかかわらず着実な歩みを続け、1911年（明治44年）に商法の改正に伴い「古河合名会社」（現・古河機械金属）に改称した。この間、古河潤吉の病没（1905年（明治38年））の後、3代目当主の古河虎之助が社長となった。日露戦争後に発展したのは、山口喜三郎が中心になって進めていた鉱業から工業への事業展開であった。1906年（明治39年）、細尾発電所の竣工により日光電気精銅所（初代所長・山口喜三郎）（現・古河電気工業）において電気精銅を開始し、精銅・伸銅・製線の一貫生産体制が整った。
この頃から古河は、関連事業部門への積極的な投資を始めた。1908年（明治41年）に横浜電線製造（現・古河電気工業）を関連会社化（52%資本参加）し、日本電線（現・三菱電線工業）にも経営参加した。
1914年（大正3年）に勃発した第一次世界大戦は、日本に空前の好況をもたらし、重化学工業の形成・貿易の増大・企業規模の拡大が行なわれた。古河の諸事業もこの大戦ブームを受けて規模を拡大し、それに伴う資金需要の増大に対処するために持株会社を設立し「古河財閥」（コンツェルン）を形成した。その手法は、1917年（大正6年）11月に古河合名会社を「合名会社古河鉱業会社」（現・古河機械金属）に改称し、営業部門を古河商事（のち破綻）として分離・独立させ、他に新しく持株会社として「古河合名会社」（現・古河機械金属）を設立するという「3社分立」によった。

### 古河財閥の確立

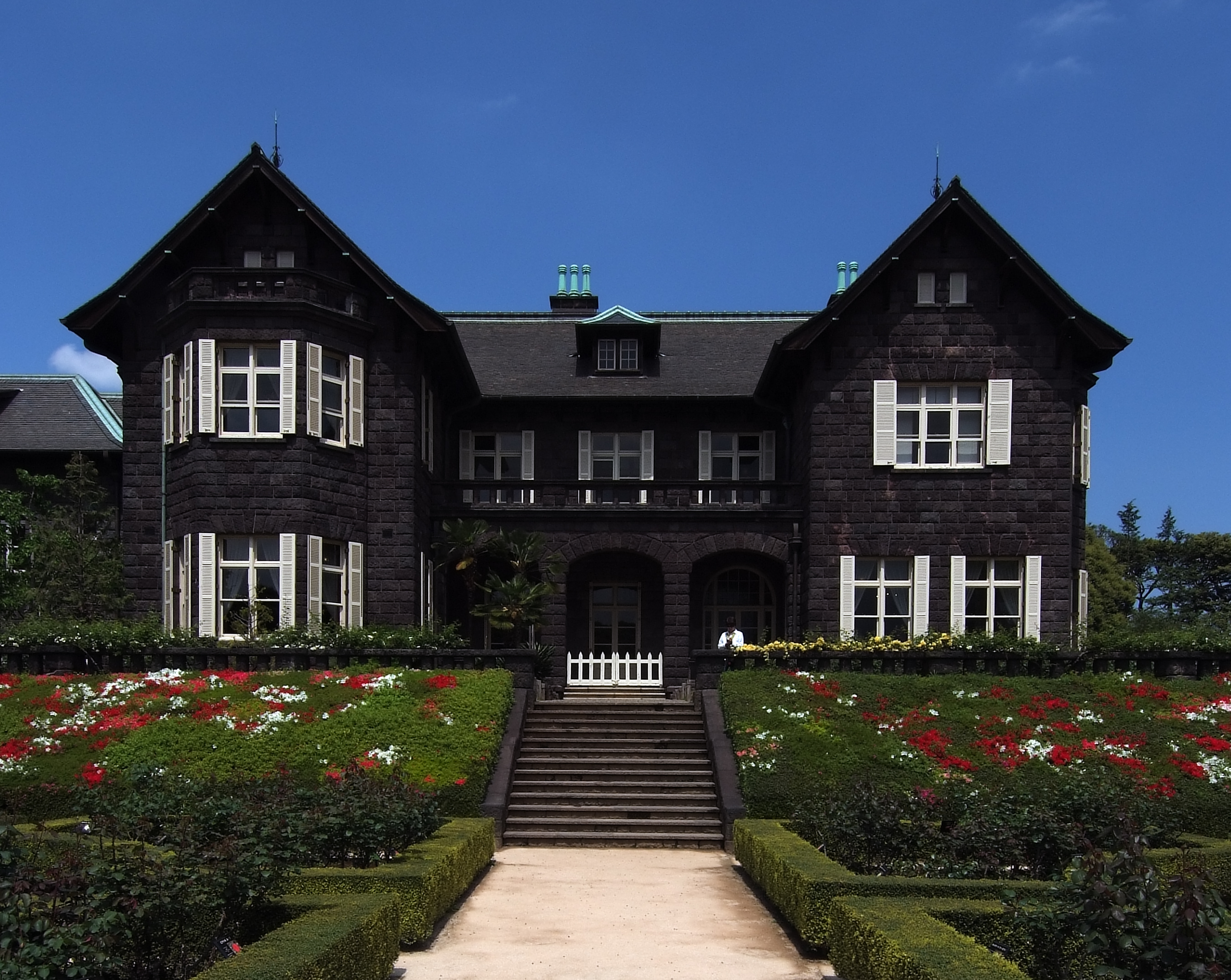
古河邸 旧古河庭園に現存

旧・古河合名会社の3社分立に先立ち1917年（大正6年）6月に、古河の諸事業の拡大に伴い増大する資金需要の解決を図るために、東京古河銀行（1921年（大正10年）に古河銀行と改称、現・みずほ銀行）が設立された。このことは、企業集団（古河財閥）が拡大発展するためには、古河家創業後の資本の蓄積と鉱山からの収益のみでは不十分で、企業集団以外の一般公衆資本の調達が必要なことを如実に示している。
古河商事の設立は、第一次世界大戦の軍事特需による古河の諸事業の発展と取扱商品の多様化に伴い、古河合名会社の営業部という組織では対処できず、営業部門を分離・独立させたことによる。古河商事設立後、従来からの銅・電線・石炭に、鉄・鉛・亜鉛・錫が加わり、更に雑貨類にまで拡大された。この雑貨類のうち、大連出張所で取引が開始された大豆・豆粕の扱いに将来の問題の種が宿されていた（「古河商事の破綻」の項を参照）。
3社分立により設立された合名会社古河鉱業会社から鉱山・金属加工部門を引き継いだ古河鉱業株式会社（現・古河機械金属）が設立された。古河鉱業株式会社が設立された後の合名会社古河鉱業会社は、1929年（昭和4年）に合名会社古河林業部を経て、現在の古河林業につながっている。
これら直系の古河鉱業・古河銀行・古河商事、横浜電線製造などの傍系会社を全て株式会社化し、持株会社である古河合名会社は、株式会社には転換せず合名会社として、傘下の株式会社化した子会社群を持株により統括支配する財閥体制が確立した。また、今日の古河グループにおいても、グループ各社同士が互いに株式を相互保有（持ち合い）している。その中心的な存在が、戦後の財閥解体以降に古河グループの持株会社的機能（戦前の古河合名会社の役割）を引き継いだ古河機械金属である。

### 古河商事の破綻
第一次世界大戦期の軍事特需の中で、古河商事は従来の取扱品を拡大し、朝鮮・台湾はもとより欧米まで販売網を展開していたが、1920年（大正9年）の反動恐慌に見舞われ、商品価格の下落により大きな損害を被った。その上、大連出張所での満洲特産品（大豆・豆粕・粟・高粱など）に絡む投機的な取引により多大な損失を被り、古河商事のみならず、古河銀行、ひいては古河財閥全体を大きく揺るがすことになった（いわゆる大連事件）。日本電線、日本電線製造（のち大日電線）の古河財閥からの離脱もその一例である。
また、この大連事件で、古河の神戸船舶事務所が大幅な縮小を迫られたことは、後の古河財閥に大きな影響を与えた。というのは、第一次世界大戦後の海運ブームに際し、古河合名会社が山下汽船から譲り受けた3000トンの貨物船2隻、アメリカから輸入した8000トンの新造貨物船、更に新造船3825トン貨物船を合わせた社船隻と、そのほか傭船十数隻を擁し、主に古河関係の輸出入品を取り扱い、帰り荷には他社の貨物も積載して、アジア地域のみでなくスエズ・欧米の航路においても活躍していたが、大連事件と不況の煽りを受けて社船を転売、事務所を縮小した。
古河商事の蹉跌がなければ、古河財閥は鉱業・製造業・流通業（商社・海運）・金融業の4分野の全てに展開した総合財閥になれたものと考えられる。古河商事そのものは、1921年（大正10年）にわずか4年間の経営活動の後、古河鉱業（現・古河機械金属）に吸収合併され消滅した。

### 古河銀行の破綻
東京古河銀行（1922年（大正11年）に古河銀行と改称、現・みずほフィナンシャルグループ）は1917年（大正6年）に設立され、第一次世界大戦特需と古河財閥傘下企業の好調な発展に支えられ、預金・貸出ともに急成長したが、その時に発生したのが古河商事の大連事件であり、また、深刻な第一次世界大戦後の反動恐慌であった。
大連事件の一時的な善後処理は乗り切ったが、その後、預金の大幅減少が続き、これも第一銀行（のち第一勧業銀行、現・みずほフィナンシャルグループ）の援助を受けながら凌いだ。そして、恐慌沈静後は預金が増勢に転じ、関東大震災の発生後も順調に回復した。
しかし、その後、関東大震災に伴う震災手形処理問題の難航から、鈴木商店の破綻に代表される全国の銀行を巻き込んだ1927年（昭和2年）の金融恐慌が発生し、引き続いて1929年（昭和4年）の世界恐慌とそれに基づく翌年からの昭和恐慌に直面した。
そして、銀行業務と支店の移管について第一銀行と東京貯蓄銀行（のち協和銀行、現・りそなホールディングス）との合意を得て、1931年（昭和6年）に大蔵大臣に解散認可願を提出し、認可された。

### 第一銀行（現・みずほFG）と古河グループとの関係
古河グループ（古河三水会、旧・古河財閥）は、銀行系列としては第一銀行（のち第一勧業銀行、現・みずほフィナンシャルグループ）系列に所属する。古河グループと第一銀行の関係の歴史を振り返ると、以下のように要約できる。
第一銀行の前身である第一国立銀行（小野組と三井組との共同出資で設立された）は1873年（明治6年）に日本初の銀行として創立され、1875年（明治8年）に渋沢栄一が頭取に就任し、官金出納のほか一般銀行業務を取り扱った。1874年（明治7年）、小野組の破綻により第一国立銀行は経営危機に直面したが、前述のように小野組で商事部門を担当していた古河市兵衛が進んで抵当物件を提供するなどの誠実な態度によって、その危機を回避することができた。それ以降、渋沢栄一は古河市兵衛との強い信頼関係を保ち、1875年（明治8年）に市兵衛がほとんど無一文で鉱山事業に取り組む際には、第一国立銀行から資金援助を惜しまず、更に足尾銅山の事業の経営に関し、自ら参加するまでになった。
また、第一銀行は、1896年（明治29年）から始まる足尾銅山の鉱毒予防工事に際して、古河鉱業（現・古河機械金属）に巨額の工事費用を提供した。更に、1917年（大正6年）創立の古河銀行が、古河商事の破綻や金融恐慌の影響を受けて苦境にあった折に、同行業務と支店・従業員を引き継ぐなどの支援協力を行なった。このような緊密な関係はその後も（第二次世界大戦の敗戦に伴う財閥解体後も）一貫し、古河グループ各社と第一銀行は幾多の試練を相互に援助しながら乗り越えて、互恵的パートナーシップ関係を維持し、今日に至っている。第一銀行は1971年（昭和46年）に日本勧業銀行と合併して第一勧業銀行となり、2002年（平成14年）には第一勧業銀行・日本興業銀行・富士銀行が合併しみずほフィナンシャルグループが設立され、その傘下のみずほコーポレート銀行（後のみずほ銀行）となったが、古河三水会の理事会社として古河グループ各社の事業に深い理解と協力を提供している。

### 財閥解体と古河三水会の発足
第二次世界大戦の敗北に伴う連合国軍最高司令官総司令部（GHQ）の占領政策である「経済民主化政策」の3大柱は、農地改革、労働改革、そして財閥解体であった。1945年（昭和20年）に、古河鉱業（現・古河機械金属）、古河電気工業、旭電化工業（現・ADEKA）が指定会社（制限会社）となり、1946年（昭和21年）に発足した持株会社整理委員会によって古河財閥の解体作業が開始された。
GHQによる財閥の解体は、「持株会社の解体」「財閥家族の企業支配力の排除」「株式所有の分散化」の3つの柱からなっていた。持株会社の解体に関しては、古河鉱業と古河電気工業が持株会社の指定を受けたが、純粋持株会社ではなかった（事業持株会社であった）ために解散されることなく、持株会社整理委員会に有価証券を譲渡し、子会社との資本関係を解消した上で、企業再建整備法による再建の道を進み、1950年（昭和25年）に古河鉱業と古河電気工業は共に制限会社の指定を解除された。旭電化工業は、企業再建整備計画の認可条件を満たした1949年（昭和24年）に制限会社の指定を解除された。
財閥家族の企業支配力の排除については、古河従純（古河4代目当主、元・古河鉱業社長）と中川末吉（元・古河電気工業社長）が指定され、両者の所有有価証券は持株会社整理委員会に譲渡された。また、被指定者は会社役員への就任の制限措置がとられた。
株式所有の分散化については、持株会社整理委員会が譲り受けた株式を1947年（昭和22年）に設置された証券処理調整協議会を通じて公衆（会社従業員を含む）に売却することによって行なわれた。
古河財閥は、上記の財閥解体処分により、集中排除・企業再建整備の試練を経て、それぞれ独立の企業として再出発した。しかし、同じ古河財閥の一員として成長・発展してきた同系企業相互の関係は、単に資本的・人的関係が断たれただけで崩れることはなかった。特に古河財閥の場合は、非鉄金属・電機エレクトロニクス・化学などの事業会社が中心となって原料・製品面での関連が強く、それぞれが完全独立会社となってからも協力関係が維持された。その端的な例として、1950年（昭和25年）の日本ゼオンの創立に当たって、古河電気工業・横浜ゴム・日本軽金属の旧・古河財閥（戦後は古河グループと称す）3社の緊密な協力が行なわれたことにも示されている。
古河グループの再結集の梃子の役割を果たしたのは、第一銀行（現・みずほ銀行）による融資系列の形成であった。その基本的機能は、株式の相互持ち合いによる株主安定化である（その中心的役割を果たしているのは古河財閥の源流企業・古河機械金属である）。1954年（昭和29年）に、古河グループに所属する会員相互の親睦・情報交換・協力・共同事業を行なう任意団体として、古河三水会（読み：ふるかわさんすいかい）が設立された。古河三水会の理事会社は10社で、構成会員は理事会社の主要な子会社・関連会社などから成っている。
理事会社10社は、古河機械金属・古河電気工業・富士電機・富士通・横浜ゴム・ADEKA・日本軽金属・日本ゼオン・朝日生命保険・みずほコーポレート銀行で、特に古河機金・古河電工・富士電機・富士通の4社が中核理事会社である。また、古河三水会という名称は、毎月第三水曜日に古河グループの社長会が開催されることにちなむ。グループ会社数は550社、グループ従業員数は約27万人、グループメッセージは「未来をひらく 古河グループ」、事務局は東京・丸の内の丸の内仲通りビル。

## 古河財閥 主要企業

### 古河鉱業（現・古河機械金属）の設立
古河機械金属の頁に、詳細が記されているためそちらを参照。

### 古河電気工業の設立
古河電気工業は、1920年（大正9年）に古河鉱業（現・古河機械金属）の工業部門・日光電気精銅所・本所鎔銅所と、1908年（明治41年）以降に古河財閥が資本参加していた横浜電線製造（旧・山田電線製造所）とが合体し、社名を古河電気工業として設立された。古河鉱業は、1884年（明治17年）に本所鎔銅所を設置、1906年（明治39年）には日光電気精銅所を建設、更に1908年（明治41年）には横浜電線製造の経営権（株式を過半数取得）を掌握して、精銅・伸銅・電線部門に確固たる地位を築き、その上この部門に関わる多くの傍系企業を持っていたが、それは古河鉱業が銅を中心とした鉱山業から下流加工業へ進出する明確な経営戦略があったことに基づいている。
古河電工は、1921年（大正10年）に九州電線製造を吸収合併し、1922年（大正11年）に横浜の電機製作所で電話機の生産を開始した（この電話機生産が後の富士通につながる）。また、三菱鉱業（現・三菱マテリアル）と資本提携し、三菱鉱業が古河電工の株式5万株（12.5%）を所有し、見返りに電線・伸銅部門は古河電工に一任するというもので、これにより古河電工の経営基盤は強固となった。九州電線製造を吸収した後、古河電工傘下の電線会社は、東京の日本電線と大阪の日本電線製造の2社であった。関東大震災の被災を免れた日本電線は、業務の拡張のため1923年（大正12年）に倍額増資を企図したが、古河合名会社（現・古河機械金属）（所有6676株）と古河電工（所有2349株）の両者は合計で3938株しか応じることができず、そのために資本支配力が弱体化した。そのほか古河財閥は前述の古河商事・大連事件の余波を受けて、古河銀行（現・みずほフィナンシャルグループ）と古河合名会社の日本電線などの傍系会社に対する金融的な援助が及ばなかったことがある。このような背景のもとで、日本電線は東京製線を吸収するなど古河電工と競合する積極的な経営活動を行なうに至り、1926年（大正15年/昭和元年）にその協約書が破棄され、日本電線は独自の道を歩むことになった。古河合名会社から派遣されていた日本電線専務・崎山刀太郎は協約書破棄の前年に古河合名会社を辞職し、その後、日本電線と大日日本電線の合併を推進し、先述のように三菱電線工業の創設が行なわれた。

### 富士電機製造（現・富士電機）の設立
1919年（大正8年）市兵衛の時代からの付き合いであるドイツのシーメンスと協力し、電気機械器具の製造事業への進出計画が具体化したのは、第一次世界大戦後にドイツと日本の双方で始まった。
提携交渉は順調に始まったが、古河財閥側では古河商事の破綻と日本における恐慌の深刻化があり、シーメンス側もインフレーション克服のための対外投資の禁止策などの制約が生じ、交渉は一時、停滞した。その後、古河合名会社（現・古河機械金属）にかわり古河電気工業がシーメンスとの交渉当事者となり、両社の提携に対する熱意が高まる中で、1923年（大正12年）に富士電機製造（現・富士電機）が設立された。富士電機製造の「富士」とは、古河の頭文字「ふ」とシーメンス（Siemensのドイツ語読みはジーメンス）の頭文字「じ」に因んだものである。
新会社の業務開始日の1923年（大正12年）9月1日に関東大震災が発生したが、幸い東京の本社事務所は損傷なく、事業は東京シーメンス社から引き継がれた在庫品と受注残でつないだ。しかし、川崎工場の建設は少し遅れ、ようやく1925年（大正14年）からシーメンスの技術指導を得て品質の安定した製品を市場に供給し始めた。
古河電工は、富士電機製造の設立の前からと横浜電線製造所内に電機製作所を設け電話機の製造を行なっていた。富士電機製造は重電および弱電を持つ総合電機会社となった。弱電部門（電話機部門）は、1935年（昭和10年）に富士通信機製造（現・富士通）の設立により同社へ移管されることになった（後述）。
その後、満洲事変（1931年（昭和6年））から日中戦争（1937年（昭和12年））までの6年間の日本経済は、軍備拡大による軍需品の急速な需要の拡大があり、富士電機製造は急速な規模拡大と業績の向上が続き、事業の発展への大きな契機となった。第二次世界大戦中、シーメンスとの提携関係は途切れたが、戦後の1952年（昭和27年）に技術提携を復活させ友好関係を維持しつつ、家電部門からは撤退し、重電機器を中心に経営を発展させた。

### 富士通信機製造（現・富士通）の設立
1935年（昭和10年）に、富士電機製造（現・富士電機）の電話機部門を母体として富士通信機製造（現・富士通）が富士電機から分離・独立して設立された。富士通信機製造の「富士」とは、古河の頭文字「ふ」とシーメンス（Siemensのドイツ語読みはジーメンス）の頭文字「じ」に因んだものである。
分離・独立の第一の要因は、経営上の理由であった。すなわち、通信機関係は製造面や営業面で重電機器とは性格を異にし、シーメンスが当時、強電部門と弱電部門を別会社として経営しており、独立して経営した方が得策であるとの判断に基づいたのである。特に、主要顧客の逓信省（現・総務省）との良好な関係維持を促進するものであった。そのことは、富士通信機製造の発足時に、東京逓信局から大山喜四郎を代表取締役専務として招聘したことからもいえる。
第二の要因は、東京電気（現・東芝）との提携による。東京電気は当初、電球・真空管を製造していたが、1930年（昭和5年）以降に無線通信機器の製造を開始した。しかし、有線通信機には手が回らなかった。一方、富士電機は有線通信機器では地歩を築きつつあったが、無線通信機器までは手が回らない状況であった。そこで、当時の東京電気社長・山口喜三郎（元・古河機械金属常務、元・古河電気工業専務）は富士電機や古河財閥各社の幹部と旧知の関係にあり、富士電機は有線通信機器、東京電気は無線通信機器に特化して協力し共同の利益を上げるという趣旨の「事業共同経営に関する覚書」が締結された。そして、それに基づき両社はそれぞれ新会社を設立して、専業化した事業を行なうこととし、富士電機は富士通信機製造を、東京電気は東京電気無線を設立した。
富士通信機製造と東京電気無線の両社は相互に株式を持ち合い、富士通信機製造には東京電気社長の山口喜三郎が、東京電気無線には富士通信機製造社長の吉村萬次郎が、それぞれ取締役に就任した。その後、互いに有線機器・無線機器の特化に対する縛りを緩和し、契約解消の機運が高まる中で、1939年（昭和14年）に東京電気が芝浦製作所と合併し東京芝浦電気が設立され、1943年（昭和18年）には東京電気無線が東京芝浦電気に吸収されるに及び、東京芝浦電気の初代社長となった山口喜三郎からの申し入れにより、所有株式を相互に返還して事業共同契約は解消された。
富士通信機製造はその後、通信機事業をベースとして電子計算機に進出し、それと並んで工作機械の自動制御事業（のちファナック）を発展させていくことになる。

### 横濱護謨製造（現・横浜ゴム）の設立
古河電気工業の前身の1つである横浜電線製造は、電線製造業に携わる中で電線被覆用ゴムのほかに工業用ゴムの製造を行なっていた。1913年（大正2年）頃、横浜電線製造の常務取締役として赴任していた中川末吉（後に古河電工社長、横浜ゴム社長）は、工業用ゴムの将来性を高く評価して、高級ゴム製品の製造を目標とし、外国技術の導入・外国企業との提携の機会を企図していた。
一方、東京において営業所を設け自動車用タイヤチューブ・工業用ゴム・一般用ゴム製品の輸入・販売を営んでいたアメリカのBFグッドリッチ（BFGoodrich）は、かねて東洋に製造工場を設置することを模索していた。そして、古河財閥が国内におけるゴム製品の市場予測や提携相手先の調査をしていた動向を知ったグッドリッチの東京営業所代表から、中川末吉に両社共同による工場設置案を提案してきた。1917年（大正6年）6月、グッドリッチの本社代表が来日し古河財閥側と折衝、技術はグッドリッチが提供し、経営は古河側が担当するという基本骨子で覚書が調印された。引き続いて1917年（大正6年）10月、新会社「横濱護謨製造」（現・横浜ゴム）が設立された。なお、取締役会長には古河鉱業（現・古河機械金属）の中島久万吉が就任した。
1923年（大正12年）9月に関東大震災が発生、平沼工場は完全に崩壊・焼失した。1924年（大正13年）3月にグッドリッチ副社長（横濱護謨製造取締役を兼務）レーモンドが来日し、当初、工場再建を断念する意向を表明していたが、平沼工場を訪問した際に、焼け跡の整理・機械の手入れに専念する従業員の真摯な姿に感動し翻意し、漸進的再建方策に合意した。
引き続いて、当時の社長・中川末吉の強力な指揮のもと、グッドリッチの横濱護謨製造再建に関する危惧に対して、日本市場の将来性と事業継続の有望性を粘り強く説得して、1925年（大正14年）にグッドリッチと工場の再建計画についての合意が成立、工場は再建され、その後、満洲事変（1931年（昭和6年））期を経て経営は発展的な軌道に乗った。

### 旭電化工業（現・ADEKA）の設立
1915年（大正4年）、古河合名鉱業部（現・古河機械金属）副部長の山口喜三郎が桂川電力（現・東京電力）の役員と電力を利用した新事業としてのソーダ工業の創業について協議し、これが端緒となり同年に古河合名会社（現・古河機械金属）・桂川電力・東京電気（現・東芝）の3社出資の匿名組合「東京電化工業所」（現・ADEKA）が設立され、電解ソーダの工業化試験が開始された。そこでの晒粉生産に成功し、1917年（大正6年）に東京電化工業所を発展的に解消し、新会社「旭電化工業」（現・ADEKA）が設立された。
旭電化工業の設立の背景は、1914年（大正3年）の第一次世界大戦の勃発により、それまで需要の大部分を輸入に依存していたソーダ灰・苛性ソーダの海外からの調達が難しくなり、ソーダ工業製品の国内需要が急増したため、当時の最新技術である電解ソーダ法により、ソーダ製品を製造することを目的とした。古河合名会社は鉱業から工業への展開を模索しており、桂川電力は電力の新規需要先の開拓のため、東京電気は電気製品事業の新しい展開を図ることを目途とし、3社それぞれの企図が合致して合弁事業が発足した。発起人は古河合名会社理事長・近藤陸三郎、古河合名鉱業部副部長・山口喜三郎、桂川電力社長・雨宮亘ほか2名、東京電気監査役・長富直三（東京電気元・社長、山口喜三郎の岳父）であった。
旭電化工業は、第一次世界大戦後の恐慌（1920年（大正9年））とアメリカ・イギリス両国からの苛性ソーダの輸入の増大という試練を受けて赤字計上が続き、また古河商事の大連事件の発生（1920年（大正9年））の影響もあり、会社の閉鎖の議論が行なわれたが、経営者と従業員が一丸となって会社存続を訴え、経営の発展基盤が確立された。

### 日本軽金属の設立
古河財閥はアルミニウム送電線の製造に関心を持ち、1919年（大正8年）にイギリスのブリティッシュ・アルミニウム社とアルミ棹の輸入・製造技術供与契約を締結し、1920年（大正9年）には鋼心アルミニウム線の製造を開始。1921年（大正10年）、古河電気工業は日本電力（戦前まで存在した五大電力会社の1社）の大阪・岐阜間の送電線に鋼心アルミニウム線を供給し、日本での鋼心アルミニウム線の先鞭を付けた。
東京電燈（現・東京電力）は精錬用電力を開発しアルミニウム事業の発展を企図しており、政府のアルミニウム増産要請もあって、両社の合意は成立し、1939年（昭和14年）に日本軽金属が設立された。
日本軽金属は、1942年（昭和17年）以降、1945年（昭和20年）の第二次世界大戦終戦まで、アルミニウムに関して日本一の生産量を上げたが、戦争末期には原材料のボーキサイトの確保ができず操業停止となった。戦後、1948年（昭和23年）にはボーキサイトの輸入が再開され操業を再開し、1950年（昭和25年）の朝鮮動乱の勃発により生産は飛躍的に増大し、引き続いて1954年（昭和29年）から1957年（昭和32年）にかけての神武景気の期間に経営発展の基盤を築いた。その後、1970年代の2度にわたる石油危機の発生により、同業各社がアルミニウム精錬から撤退していったが、日本軽金属のみは現在も活躍している。

### 日本ゼオンの設立
日本ゼオンは財閥解体後の1950年（昭和25年）に設立されたため、「古河グループ」の頁で記述する。

### 帝国生命保険（現・朝日生命保険）の設立
帝国生命保険（現・朝日生命保険）は1887年（明治20年）に創業。古河財閥とのかかわり合いは1910年（明治43年）に帝国生命保険取締役・志賀直温（古河市兵衛と足尾銅山を共同経営した志賀直道の息子）の斡旋で古河鉱業会社（現・古河機械金属）が株式所有(10%)したのがきっかけ。
その後、帝国生命保険を古河財閥の唯一の生命保険会社にするために株式保有を増加させながら、1918年（大正7年）に古河合名（現・古河機械金属）社員の木村長七を監査役として送り込み、1920年（大正9年）には古河合名総理事の井上公二を取締役に就任させた。更に1924年（大正13年）には井上公二が帝国生命保険社長に就任し、その後、同社株式を市場から買い入れ1927年（昭和2年）に同社株式の過半数を取得、帝国生命保険を傍系企業に加えた。同社の経営権を取得したことにより、1927年（昭和2年）の金融恐慌に際し古河銀行（現・みずほフィナンシャルグループ）の古河合名への貸付金の一部肩代わりをするなど、古河財閥の金融に貢献し、古河財閥側から役員の派遣を続け、第二次世界大戦後の財閥解体に至るまで同社の経営を担当。
戦後の1947年（昭和22年）、新しく朝日生命保険として相互会社形態で発足し（帝国生命保険は株式会社であった）、相互会社となったため古河グループからの資本関係はなくなったが、同社は古河三水会の理事会社として、古河グループ各社と協力関係（古河グループ各社への資本参加を含む）を維持している。

### 古河銀行（みずほ銀行）の設立
本頁の「古河銀行の破綻」「第一銀行（現・みずほFG）と古河グループとの関係」の項を参照。

## 優秀な人材の流出（山口喜三郎 → 東芝、崎山刀太郎 → 三菱電線）
古河鉱業（現・古河機械金属）において電気分銅事業の創始以来、銅加工業を中心に工業部門の発展を推進した山口喜三郎は、古河電気工業の設立と共に古河鉱業の常務取締役を辞任し、古河電工の専務取締役としてそれまでの新しい事業展開方針の実現に向けて動き出そうとしていた。しかし、大連事件による古河合名会社の経営方針の消極化と第一次世界大戦後の恐慌の深刻化は、山口喜三郎に活躍の場を与えることをしなかった。古河合名会社は、景気後退に伴い山口喜三郎専務の積極的経営方針を批判する意見が強まり、1921年（大正10年）に中川末吉が専務取締役に就任し、山口喜三郎は平の取締役に降格させられた。一方、山口喜三郎は、既に1918年（大正7年）に東京電気（現・東芝）の取締役に就任していたが、1921年（大正10年）に東京電気の副社長に就任し、引き続いて1927年（昭和2年）には東京電気の社長になり、また、1937年（昭和12年）には芝浦製作所（現・東芝）の会長にも就任した。更に、東京電気と芝浦製作所の両社が合併して東京芝浦電気（現・東芝）が設立され、同社の初代社長に就任した。この少し前の1935年（昭和10年）に、山口喜三郎は東京電気の社長として富士電機製造（現・富士電機）と通信機器に関する「事業共同経営に関する覚書」を締結し、富士通信機製造（現・富士通）の設立に関わるなど、日本の電機エレクトロニクス産業の中で目覚ましい活躍をしている。
このように、山口喜三郎や先述の崎山刀太郎という、もと古河合名会社（現・古河機械金属）の優れた人材が、古河財閥の外に出て古河財閥と競合する企業のリーダーとして活躍していることは、古河商事の破綻以降における古河財閥の経営が著しく消極化したことと関係があるといえる。しかし、その後、満洲事変（1931年（昭和6年））の勃発を契機に、古河財閥は守勢一方から脱却し銅関連事業・その下流加工産業を主軸として事業は拡大に転じ、古河鉱業・古河電工を中心に中川末吉という優れたリーダーのもとで、古河財閥の企業間の協力関係を深めながら、産業を中心とした財閥としての地位を固めていった。

## 現在
現在の古河グループは古河三水会と呼ばれ、戦前と同様に金属・電機・化学工業を中心とした企業で形成されている。以下は2014年（平成26年）現在の古河三水会理事会社・会員会社・準会員会社。太字は理事会社を示す。
- 古河機械金属（旧・古河鉱業）（事業持株会社、元・不動産子会社（古河不動産）を吸収合併）
  - 古河林業（旧・古河木材工業（林業部門）と旧・古河建設工業（住宅建築部門）が合併）
  - 古河産機システムズ
  - 古河ロックドリル
  - 古河ユニック
  - 古河電子
  - 古河ケミカルズ
  - 古河メタルリソース
  - 古河コマース
  - トウペ（旧・東亜ペイント）
- 古河電気工業
  - 古河スカイ（旧・古河アルミニューム工業、親会社の古河電工がいったん吸収合併したが会社分割により旧・スカイ社および旧・ユニファス社と事業統合）
  - 古河電池
  - 理研電線（旧・理研系の会社。旧・一勧の介入で古河電工の系列になる）
  - 日本製箔（福田金属箔粉と同根、創業オーナーが同じ福田家）
  - 古河産業（旧・古河系の商社。親会社の古河電工がいったん吸収合併したが再度、分離独立）
  - 古河物流
  - 古河テクノマテリアル
  - 古河AS（前身の旧・古河オートモーティブパーツ（旧・古河AP）と古河電工の自動車部品関連事業の一部を継承）
  - 古河サーキットフォイル
  - 岡野電線
  - ミハル通信
  - 正電社
  - 超音波工業
  - 関東電化工業
- ADEKA（旧・旭電化工業）
  - 日本農薬
- 横浜ゴム
  - シーアイ化成（伊藤忠グループの神戸樹脂と合併）
- 富士電機（純粋持株会社であった富士電機ホールディングスに富士電機システムズを統合）
  - 富士電機機器制御（旧・富士電機）
  - 富士電機デバイステクノロジー（旧・富士電機）
  - 富士電機リテイルシステムズ（旧・富士電機）
  - 富士古河E&C（旧・富士電機工事 → 富士電機E&C）
  - 富士電機ITソリューション
  - 富士物流
  - 富士オフィス&ライフサービス
- 富士通
  - FDK（旧・富士電気化学）
  - 富士通テン
  - 富士通ゼネラル
  - ファナック
  - アドバンテスト
  - 新光電気工業
  - 富士通マーケティング（旧・富士通ビジネスシステム）
  - 富士通エフサス
  - 富士通フロンテック
  - 富士通テレコムネットワークス
  - 富士通ネットワークソリューションズ
  - 富士通エフ・アイ・ピー
  - 富士通パーソナルズ
- 日本軽金属ホールディングス
  - 日本軽金属
  - 日軽産業
- 日本ゼオン
- 朝日生命保険
- みずほフィナンシャルグループ(旧第一銀行、第一勧業銀行を経て現在のみずほ銀行に)

## 古河家当主
- 初代 - 古河市兵衛（天保3年（1832年） - 1903年（明治36年））
- 2代目 - 古河潤吉（1870年（明治3年）） - 1905年（明治38年））
  - 陸奥宗光の次男だが、古河家の養子となった。
  - 娘の照子（1903年（明治36年） - 1976年（昭和51年））が、小田川達朗（1890年（明治23年） - 1945年（昭和20年））[注釈 1]の弟である芳朗（1895年（明治28年） - ?）と結婚。一方、達朗は小石川三井家7代当主三井高喜（文政6年（1823年） - 1894年（明治27年））の孫である美佐雄（1895年（明治28年） - ?）と結婚。潤吉と三井家に姻戚関係ができた[1]。
- 3代目 - 古河虎之助（1887年（明治20年） - 1940年（昭和15年））
  - 古河市兵衛の実子。妻は西郷隆盛の弟・西郷従道の娘である不二子。男爵
- 4代目 - 古河従純（1904年（明治37年） - 1967年（昭和42年））
  - 西郷従道の子である西郷従徳の子。妻は古河市兵衛の孫娘・幸子。男爵。
  - 娘の富美子（1941年（昭和16年） - ）は、岩崎隆弥の子である東一（1933年（昭和8年） - ）と結婚[1]。
- 5代目 - 古河潤之助（1935年（昭和10年） - 2018年（平成30年））
  - 従純の長男。妻は久邇宮朝融王の第5王女、典子。
- 6代目 - 古河潤一（1968年（昭和43年） - ）
  - 潤之助の長男。

古河従純の長男・古河潤之助は元・古河電気工業社長。次男・古河久純（1937年（昭和12年）東京府生れ、学習院大学卒業）は古河林業会長。3男・古河正純（1938年（昭和13年）東京府生れ、学習院大学卒業）は元・古河産業社長。4男・古河建純は元・ニフティ社長（元・富士通常務）。5男・古河直純（1944年（昭和19年）東京都生れ、慶應義塾大学卒業）は日本ゼオン社長。
古河従純の子息は、全て古河グループ各社へ入社し役員となるが、これは財閥系企業では珍しいことで、理由としては、従純が第二次世界大戦敗戦直後の古河財閥の大混乱下において、米国ハーバード大学留学時の人脈を活かし財閥解体や公職追放の影響を最小限に抑えようとしたことが挙げられる。